# Takuplatz

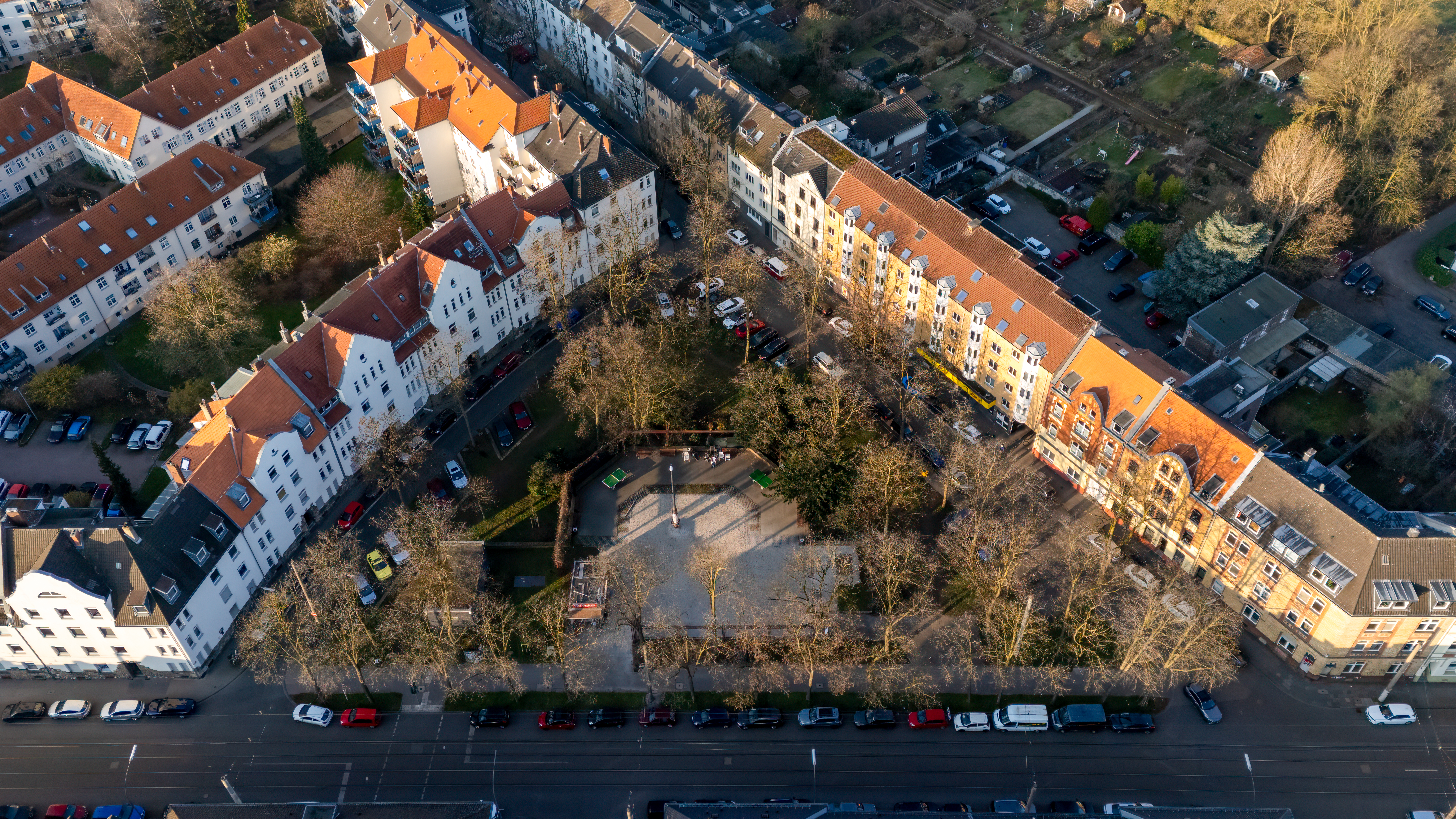
Der Takuplatz mit den umgebenden Straßen aus der Luft, Blick nach Südwesten

Der Takuplatz liegt im Kölner Stadtteil Neuehrenfeld im Stadtbezirk Ehrenfeld.
Er ist Bestandteil des „Ehrenfelder Geschichtspfades“. Als dessen Station 23 wurde an einem seiner Häuser eine entsprechende Tafel angebracht.

## Anlage und Architektur

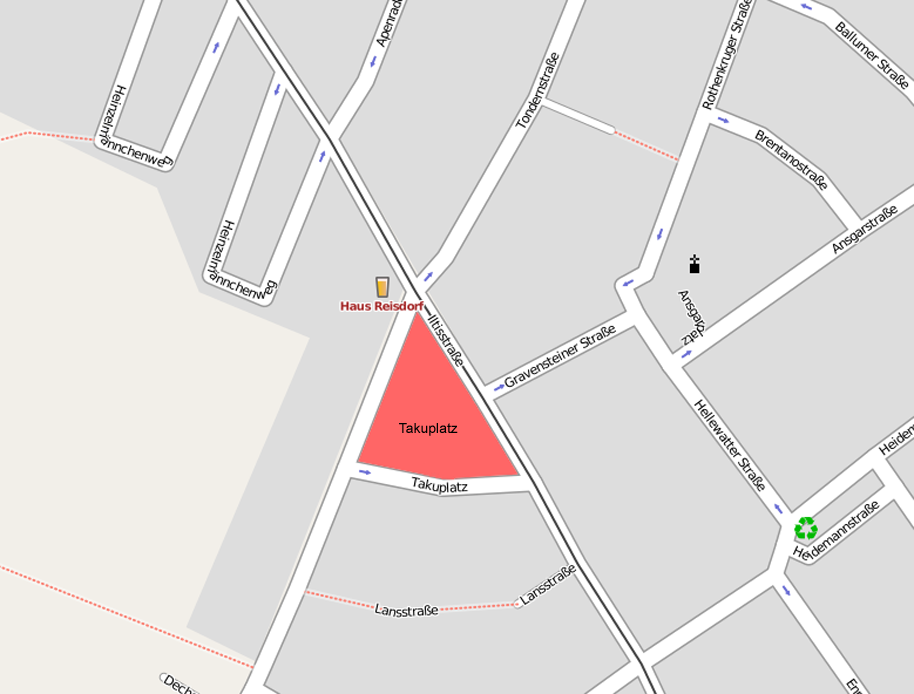
Takuplatz in Köln-Neuehrenfeld

Der Takuplatz wird beinahe dreiecksförmig umgrenzt von der Iltisstraße im Nordosten und der Takustraße im Nordwesten. Die begrenzende Straße im Süden trägt als Teil des Takuplatzes auch dessen Namen. Eine inzwischen stillgelegte Straßenbahn-Wendeschleife mit zweireihig angelegtem alten Baumbestand aus Robinien bildet innerhalb des Straßenverlaufs die tatsächliche Platzform, einen Halbkreis. Der Schienenstrang der Wendeschleife wurde im Februar 2008 entfernt.
Auf der Platzfläche befindet sich ein fensterloser Flachbau, der Einrichtungen zur Energieverteilung der Stadtwerke RheinEnergie beherbergt sowie, nahe der Platzmitte und ein altbekanntes Büdchen. Die Platzmitte selbst ist seit Ende der 1990er Jahre als Fläche für das Pétanque-Spiel ausgelegt. Sie wird regelmäßig vom Ehrenfelder Boule Club und den Boulogne Boyz bespielt. Außen um die ehemalige Wendeschleife wird die Platzfläche teilweise für Parkplätze benutzt.
Der Takuplatz ist umbaut mit viergeschössigen Wohnhäusern. Die Häuser gehören zu einer Wohnungsgenossenschaft und wurden zu Beginn des zwanzigsten Jahrhunderts errichtet. Anders als diese schnörkellosen Bauten fallen die ersten drei Häuser der Takustraße durch ihre aufwändigeren und mehrfarbigen ursprünglichen Ziegelfassaden auf.
Rund um den Platz gibt es zwei Gaststätten, eine Bäckerei, und einen Frisör.

## Namensgebung

Der Takuplatz mit der ehemaligen Bahnhaltestelle aus Richtung Iltisstraße

Die Bezeichnung des Takuplatzes und der Takustraße bezieht sich, ebenso wie die der Iltisstraße und der benachbarten Lansstraße, auf den chinesischen Boxeraufstand im Jahre 1900. Das deutsche Kanonenboot Iltis kam unter seinem Kapitän Lans, der den Angriff der deutschen Marine auf die chinesischen Taku-Forts befehligte, zum Einsatz. Der Volksmund nennt die Gegend rund um den Takuplatz aufgrund der Namensherkunft „Chinese-Veedel“, auf Hochdeutsch „Chinesenviertel“.:53–54 Die Namensgebung erfolgte im Jahre 1913, als die damalige Ehrenfelder Arbeiter-Wohnungsgenossenschaft die Wohnhäuser rund um den Takuplatz erbaute. Diese Häuser sind noch heute Eigentum der Rechtsnachfolgerin, der gemeinnützigen Wohnungsgenossenschaft Ehrenfeld e.G. Passend zu dieser Namensgebung gründeten Neuehrenfelder im Jahre 1971 den Karnevalsverein „Ihrefelder Chinese“ (Ehrenfelder Chinesen), deren Mitglieder sich bei karnevalistischen Anlässen als Chinesen verkleiden und schminken.

### Debatte um koloniale Bezüge
Ende 2009 wurden im Umfeld der Ehrenfelder Bezirksvertretung und in den lokalen Medien die Benennungen einiger Neuehrenfelder Straßen und Plätze nach Orten und Personen der deutschen Kolonialgeschichte diskutiert. Darunter sind Benennungen nach Hermann von Wissmann, Karl von Gravenreuth und auch die Bezeichnungen des Chinesenviertels, einschließlich des Takuplatzes. Auf Initiative der Grünen wurden verschiedene Maßnahmen debattiert, von denen sich die Lokalpolitiker eine Distanzierung von Gräueltaten der deutschen Kolonialherrschaft erhoffen. Es gab Vorschläge einer differenzierteren Beschriftung der erklärenden Tafeln, aber auch eine Umbenennung der Orte wurde diskutiert. Ähnliche Initiativen gibt es seit den 1970er Jahren in Berlin-Dahlem, wo ebenfalls die Umbenennung der dort seit 1905 bestehenden Lans-, Iltis- und Takustraße diskutiert wird, man es aber bisher bei einer aufklärenden Beschilderung dieser Orte beließ. Im August 2011 wurde am Kölner Takuplatz ein neues Schild mit Erläuterungen zur Namensgeschichte und zur deutschen Kolonialpolitik präsentiert, was die Debatte zunächst beendete.
2020 kam die Diskussion um die Namensgebung und um die Beschilderung im Zuge der Auseinandersetzungen über Rassismus in Deutschland wieder auf.

## Der Platz im Zweiten Weltkrieg
Im Zweiten Weltkrieg wurde im Zentrum des Platzes ein ziviler Tiefbunker für den Schutz vor Fliegerbomben angelegt. Noch heute befinden sich wesentliche Elemente dieses Bunkers unter dem Platz, da ein Abriss der massiven Betonstrukturen zu aufwändig gewesen wäre. Trotz der in Köln katastrophalen Folgen von alliierten Bombenangriffen des II. Weltkrieges kam es am Takuplatz nur zu Beschädigungen, nicht aber zu Zerstörungen von Häusern.
Aus dem Jahr 1942 wird über die Bildung einer Bündischen Jugendgruppe berichtet, die sich auch am Takuplatz traf. Solche Gruppen, wie auch die bekanntere Ehrenfelder Gruppe, waren durch die Nationalsozialisten verboten. Auch von der Neuehrenfelder Gruppe sind Auseinandersetzungen mit Nazis sowie Verhaftungen und Misshandlungen durch die Gestapo bekannt.

## Verkehr
Die am Platz vorbeiführende Iltisstraße gehört zu den vielbefahrenen Straßen Neuehrenfelds, da sie die Zufahrtsstraße für viele Wohnstraßen des Stadtviertels bildet und gleichzeitig als zügige Verbindung zwischen den Vierteln Bickendorf/Ossendorf und Neuehrenfeld/Ehrenfeld genutzt wird. Die Takustraße und vor allem der Takuplatz haben ein geringeres Verkehrsaufkommen und sind mit Tempo 30 verkehrsberuhigt.

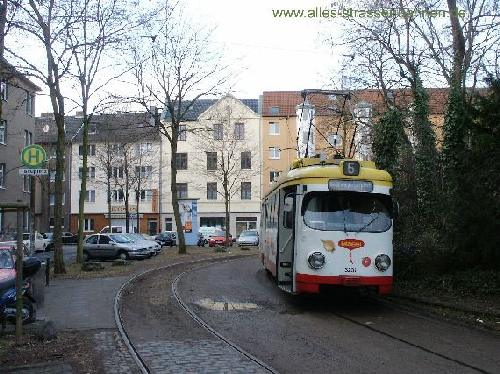
Stillgelegt: Duewag GT 8 in der alten Wendeschleife

Im Jahre 1926 wurde der Schienenstrang für die Straßenbahnlinien nach Neuehrenfeld und Ossendorf über die Iltisstraße fertiggestellt. Der Takuplatz erhielt eine gleichnamige Haltestelle und eine Wendeschleife, die ganz um den Platz herumführte. Diese diente von 1958 bis 1961 sowie Anfang der 1970er Jahre zeitweise als Endhaltestelle für die auf dem Gürtel verkehrende Straßenbahnlinie 13 sowie als Bedarfsendhaltestelle der weiter nach Ossendorf führenden Straßenbahnlinie 5. Die Linie 13 wurde ab 1974 über eine neue Strecke nach Köln-Mülheim geführt. Die Schleife wurde anschließend nur noch für Sonder- und Einsatzfahrten benutzt und im Januar 2004 stillgelegt.
Bis Mitte Juli 2010 wurde die Haltestelle auf der Iltisstraße von der Straßenbahnlinie 5 der KVB in Richtung Kölner Stadtzentrum und Köln-Ossendorf angefahren. Da diese Linie mit hochflurigen Stadtbahnwagen betrieben wird, wurden im November 2004 provisorische 30-cm-Bahnsteige aus Metallprofilen aufgebaut. Im Zuge des Umbaus der Strecke zur Stadtbahn mit Hochbahnsteigen wurde die Haltestelle aufgegeben und durch einen Neubau an der 300 Meter südlich gelegenen neu gebauten Haltestelle Lenauplatz ersetzt, die am 12. Dezember 2010 fertiggestellt wurde.
Von Buslinien wird der Platz nicht angefahren, in den 1960er Jahren war er Endhaltestelle der damaligen Buslinie 37, die zu den Ford-Werken fuhr.

## Straßenbahnunglück am 8. Januar 1975
Am 8. Januar 1975 gegen 16.30 Uhr stießen auf der Iltisstraße an der falsch gestellten Weiche zur Einfahrt in die Wendeschleife Takuplatz zwei entgegenkommende Züge der Linie 5 zusammen und wurden schwer beschädigt. Der stadtauswärts fahrende Zug bog außerplanmäßig in die Wendeschleife ein und kreuzte so den Fahrweg des Gegenzuges. Die Feuerwehr versorgte sieben schwer- und vierzehn leichtverletzte Personen am Unfallort.